# Pitohui
Pitohui là một chi chim trong họ Oriolidae, đặc hữu New Guinea. Một số loài chim trước đây gộp chung với nhau trong chi này đã được phát hiện nhờ nghiên cứu năm 2008 là hoàn toàn không có quan hệ họ hàng gần. Kể từ đó chúng đã được tách ra và xếp vào các chi, họ khác. Chi Pitohui theo nghĩa hẹp của nó hiện nay đặt trong họ Oriolidae trong khi các loài "Pitohui" khác được đặt trong họ Oreoicidae và Pachycephalidae.

## Các loài
Bốn loài còn sinh tồn được công nhận trong chi Pitohui sửa đổi là:
- Pitohui kirhocephalus
- Pitohui cerviniventris: Tách ra từ P. kirhocephalus.[5]
- Pitohui uropygialis: Tách ra từ P. kirhocephalus.[5]
- Pitohui dichrous

### Chuyển đi
Các loài trước đây đặt trong chi Pitohui và đã được chuyển đi bao gồm:
- Ornorectes cristatus (trước đây là Pitohui cristatus: Sang họ Oreoicidae.[6]
- Melanorectes nigrescens (trước đây là Pitohui nigrescens): Sang họ Pachycephalidae.[7]
- Pseudorectes incertus (trước đây là Pitohui incertus): Sang họ Pachycephalidae.[8]
- Pseudorectes ferrugineus (trước đây là Pitohui ferrugineus): Sang họ Pachycephalidae.[9]
- Pachycephala tenebrosa (trước đây là Pitohui tenebrosus hoặc Colluricincla tenebrosa): Sang họ Pachycephalidae.[10]